# Mexicaanse tijgersalamander
De Mexicaanse tijgersalamander (Ambystoma velasci) is een salamander uit de familie molsalamanders (Ambystomatidae). De soort werd voor het eerst wetenschappelijk beschreven door Alfredo Dugès in 1888. Oorspronkelijk werd de wetenschappelijke naam Amblystoma velasci gebruikt. De salamander werd lange tijd als een ondersoort van de tijgersalamander gezien.

## Verspreiding en leefgebied
Deze soort komt voor in Mexico en de Verenigde Staten. De Mexicaanse tijgersalamander is gemakkelijk te verwarren met de axolotl die dicht bij de leefomgeving woont van deze soort.